# Voo United Arab Airlines 869 (1962)
O voo United Arab Airlines 869 foi uma rota internacional regular de passageiros, operada por um de Havilland DH-106 Comet 4C de Hong Kong para o Cairo, passando por Bangkok. Em 19 de julho de 1962 às 13:30 UTC, o avião partiu de Hong Kong para a primeira etapa do voo com 18 passageiros e oito tripulantes a bordo. O voo transcorreu sem intercorrências até o início da aproximação a Bangkok, quando o avião caiu na montanha Khao Yai, a 96 km a nordeste de Bangkok às 15:44 UTC. Não houve sobreviventes.
A investigação encontrada como causa provável de uma sequência de erros na navegação pelo piloto em comando “resultou em graves erros de tempo e distância em seus cálculos”.